# St. Ulrich, Trg
St. Ulrich je naselje v Občini Trg v Okraju Trg na Koroškem v Avstriji.